# KkStB 61 sorozat
| KEB 0 kkStB 61 sorozat BBÖ 61 sorozat | KEB 0 kkStB 61 sorozat BBÖ 61 sorozat        | KEB 0 kkStB 61 sorozat BBÖ 61 sorozat        |
| ------------------------------------- | -------------------------------------------- | -------------------------------------------- |
|                                       |                                              |                                              |
| Pályaszám:                            | KEB 175-179 kkStB 61.01-05                   | KEB 175-179 kkStB 61.01-05                   |
| Gyártó:                               | Szász Gépgyár                                | Szász Gépgyár                                |
| Gyártásban:                           | 1873                                         | 1873                                         |
| Darabszám:                            | KEB: 5 kkSTB: 5 (KEB-től) BBÖ: 2 (kkSTB-től) | KEB: 5 kkSTB: 5 (KEB-től) BBÖ: 2 (kkSTB-től) |
| Selejtezés:                           | 1932-ig                                      | 1932-ig                                      |
|                                       | Eredeti kivitel                              | 1902 kazáncsere után                         |
| Jelleg:                               | C n2t                                        | C n2t                                        |
| Hajtókerék-átmérő:                    | 1100 mm                                      | 1100 mm                                      |
| Legnagyobb sebesség:                  | 40 km/h                                      | 40 km/h                                      |
| Csatolt kerekek tengelytávolsága:     | 3320 mm                                      | 3320 mm                                      |
| Teljes tengelytávolság:               | 3320 mm                                      | 3320 mm                                      |
| Üres tömeg:                           | 31,1 t                                       | 31,1 t                                       |
| Tapadási tömeg:                       | 35,0 t                                       | 35,0 t                                       |
| Szolgálati tömeg:                     | 38,0 t                                       | 38,0 t                                       |
| Hengerek száma:                       | 2                                            | 2                                            |
| Hengerek átmérője:                    | 395 mm                                       | 395 mm                                       |
| Dugattyú lökethossza:                 | 579 mm                                       | 579 mm                                       |
| Gőznyomás:                            | 9,5 kg/cm²                                   | 10 kg/cm²                                    |
| Tűzcsövek száma:                      | 120                                          | 122                                          |
| Rostélyfelület:                       | 1,14 m²                                      | 1,14 m²                                      |
| Sugárzó fűtőfelület:                  | 5,3 m²                                       | 4,4 m²                                       |
| Csőfűtőfelület:                       | 71,9 m²                                      | 74,0m²                                       |
| Vízkészlet:                           | 4,4 m³                                       | 4,4 m³                                       |
| Tüzelőanyagkészlet:                   | 1,6 m³                                       | 1,6 m³                                       |

A kkStB 61 sorozat egy szertartályosgőzmozdony-sorozat volt a cs. kir.osztrák Államvasutaknáln (k.k. österreichische Staatsbahnen, kkStB), amely mozdonyok eredetileg az Erzsébet császárné Vasúttól (Kaiserin Elisabeth-Bahn, KEB) származtak.
A KEB ezt az öt db háromcsatlós mozdony 1873-ban állította szolgálatba és többnyire tolatószolgálatban használták. A mozdonyokat a Szász Gépgyár (korábban Hartmann Chemnitz) építette.
A mozdonyok belsőkeretesek voltak belső vezérléssel. Hasonló mozdonyokat vásárolt a Szász Királyi Államvasutak (Königl. Sächsischen Staatseisenbahnen) VT sorozatként nagy számban.
Az első világháború után még két mozdony üzemelt. Ezek a BBÖ-höz kerültek mint BBÖ 61 sorozat, ahol 1932-ig selejtezték őket.

## Fordítás
- Ez a szócikk részben vagy egészben  a   kkStB 61 című német Wikipédia-szócikk fordításán alapul.  Az eredeti cikk szerkesztőit annak laptörténete sorolja fel. Ez a jelzés csupán a megfogalmazás eredetét és a szerzői jogokat jelzi, nem szolgál a cikkben szereplő információk forrásmegjelöléseként.